# Kurîpî
Kurîpî (クリーピー　偽りの隣人 – Engels: Creepy) is een Japanse film uit 2016 onder regie van Kiyoshi Kurosawa, gebaseerd op het mysteryboek Kurīpī van Yutaka Maekawa. De film ging op 13 februari in première op het Internationaal filmfestival van Berlijn.

## Verhaal
Nadat hij op het nippertje ontsnapt is aan een moordaanslag door een psychopaat, verlaat detective-inspecteur Takatura het politiekorps en neemt een baan aan als professor criminele psychologie aan de universiteit. Maar zijn drang om zaken op te lossen blijft en hij twijfelt dan ook niet wanneer een voormalige collega hem vraagt om een oude zaak te heropenen. Zes jaar geleden verdween een familie op mysterieuze wijze en hun lichamen werden nooit teruggevonden. Terwijl Takatura met deze oude zaak bezig is, maakt zijn vrouw kennis met de nieuwe buren. Ze ontmoet Mr. Nishino die zich en zijn familie afschermt van de wereld. Op een dag staat Nishino’s dochter Mio voor hun deur en vertelt een geheim dat heden en verleden doet samenvloeien.

## Rolverdeling
| Acteur              | Personage  |
| ------------------- | ---------- |
| Hidetoshi Nishijima | Takakura   |
| Yuko Takeuchi       | Yasuko     |
| Teruyuki Kagawa     | Nishino    |
| Haruna Kawaguchi    | Saki Honda |
| Masahiro Higashide  | Nogami     |